# Avermectine

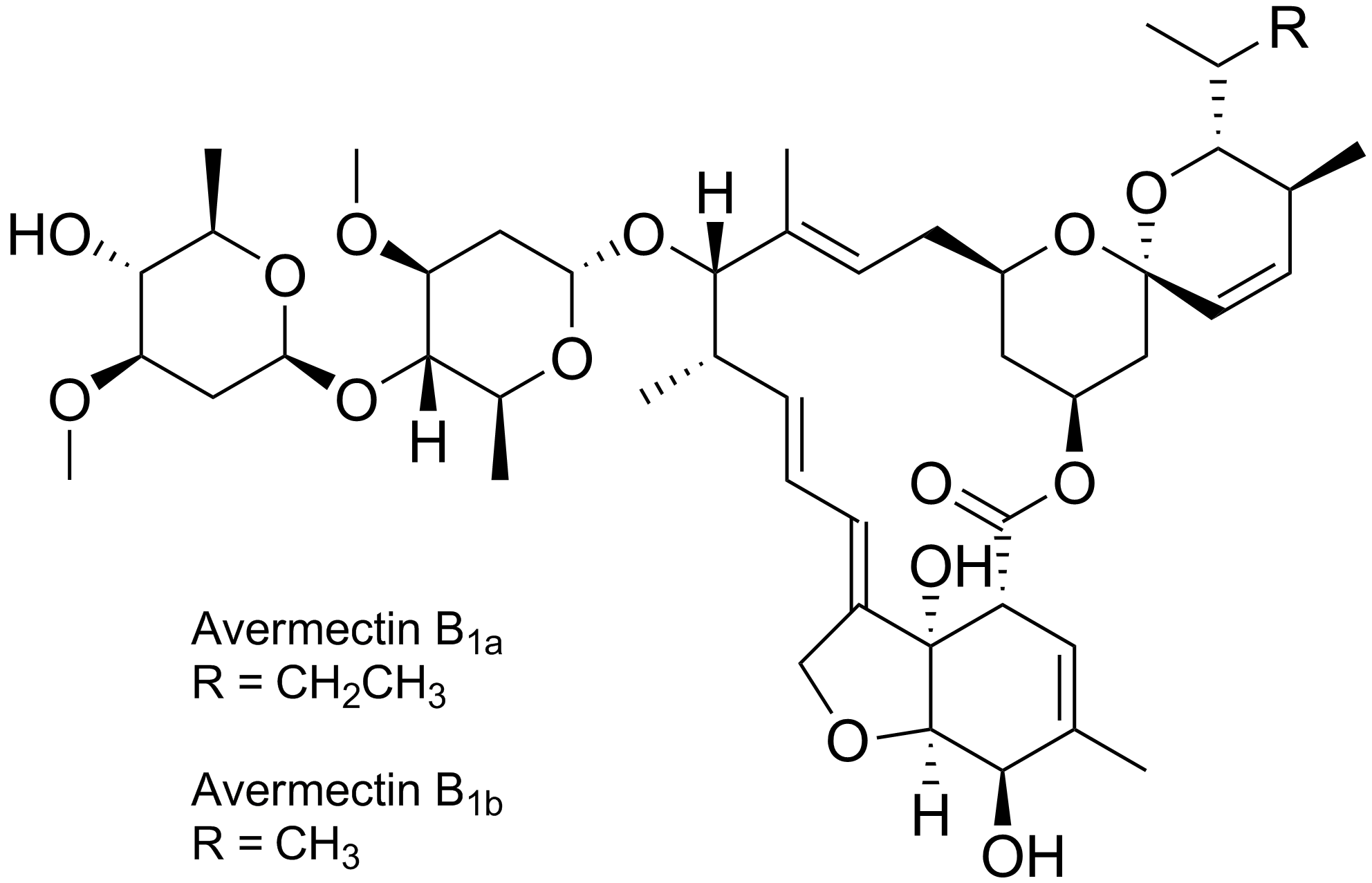
Structure des avermectines.

Structure de la doramectine.

Une avermectine est un composé organique macrocyclique doté de puissantes propriétés anthelmintiques et insecticides,. Il s'agit d'un groupe de molécules produites naturellement par des bactéries de l'ordre des Actinomycetales vivant dans le sol, Streptomyces avermitilis. Quatre paires de composés homologues, soit huit avermectines différentes, ont été isolées, avec un composant a majeur et un composant b mineur généralement dans les proportions 80:20 à 90:10. L'ivermectine, la sélamectine (en), la doramectine et l'abamectine sont d'autres anthelmintiques dérivés des avermectines.
| Avermectine | Liaison C-22, C-23 | Substituant en C-5 | Substituant en C-23 | Substituant en C-25 |
| ----------- | ------------------ | ------------------ | ------------------- | ------------------- |
| A1a         | C=C                | –OCH3              | –H                  | sec-butyle          |
| A1b         | C=C                | –OCH3              | –H                  | iso-propyle         |
| A2a         | C–C                | –OCH3              | –OH                 | sec-butyle          |
| A2b         | C–C                | –OCH3              | –OH                 | iso-propyle         |
| B1a         | C=C                | –OH                | –H                  | sec-butyle          |
| B1b         | C=C                | –OH                | –H                  | iso-propyle         |
| B2a         | C–C                | –OH                | –OH                 | sec-butyle          |
| B2b         | C–C                | –OH                | –OH                 | iso-propyle         |

Elles agissent en bloquant la transmission de l'influx nerveux et de la contraction musculaire en stimulant la libération et la fixation de l'acide γ-aminobutyrique (GABA) au niveau des terminaisons nerveuses,, d'où un afflux d'ions chlorure Cl− à l'intérieur des cellules et hyperpolarisation des membranes plasmiques conduisant à la paralysie des systèmes neuromusculaires.
Chez les nématodes, les récepteurs GABA-ergiques se trouvent au niveau des jonctions neuromusculaires et les cordons nerveux centraux et ventraux, alors que, chez les mammifères, ces récepteurs se trouvent principalement dans le cerveau : l'ivermectine ne traverse pas facilement la barrière hémato-encéphalique chez ces derniers aux doses thérapeutiques, ce qui explique qu'elle affecte les nématodes et pas les mammifères.
L'utilisation des avermectines n'est pas sans inconvénients. Elles doivent être utilisées avec modération afin notamment d'éviter le développement de résistances. Les études sur l'ivermectine, la pipérazine et le dichlorvos ont également montré un potentiel de toxicité. Les avermectines auraient également pour effet de bloquer la production du facteur de nécrose tumorale, du monoxyde d'azote et de la prostaglandine E2, et d'augmenter la concentration intracellulaire en ions calcium Ca2+.